# Peter Flack
Erik Peter Flack, född 14 oktober 1946 i Örebro, är en svensk revyförfattare och komiker.

## Biografi
Efter att ha studerat filmvetenskap en termin vid universitetet i Stockholm började Peter Flack som producent och regissör på Riksteatern, där han svarade för uppsättningar som My Fair Lady, Spanska flugan och Herrn går på jakt. Flack var åren 1970–1977 regissör hos Riksteatern i Örebro.
Tillsammans med sin dåvarande hustru Birgitta Götestam satte han 1976 i Örebro upp sin första revy, Rädda Hjalmar. Här presenterade han för första gången sin långlivade revyfigur Hjalmar Berglund från Viby. Ryktet om Hjalmar spred sig och makarna fick sätta upp två revyer på Intiman i Stockholm Änglar på stan 1980 och Sex damer i leken 1982. De gjorde även flera barnprogram i TV, bland andra Svenska Sesam (1981–1982) med Magnus Härenstam och Lill Lindfors.
I Örebro fortsatte revyerna med allt större framgång, från att ha varit en lokalrevy blev det en riksangelägenhet när TV började sända Hjalmar-revyerna i slutet av 1980-talet. Besökare från hela landet styrde kosan mot Örebro för att uppleva Peter Flack och hans revygäng. Hjalmar har även varit centralfigur i flera TV-serier som Hjalmars Egenheter och Hjalmar i parken. Peter Flack har varit gift med Birgitta Götestam, men är sedan 1990 gift med koreografen och revyartisten Marie Kühler, som medverkat i de flesta av hans revyer. Flack och Kühler har två barn tillsammans.

## Teater

### Regi (ej komplett)
| År   | Produktion                         | Upphovsmän                                   | Teater          |
| ---- | ---------------------------------- | -------------------------------------------- | --------------- |
| 1971 | Kropp                              | Bengt Ahlfors                                | Örebroensemblen |
| 1971 | Alfredo, Bobo och jag              |                                              | Örebroensemblen |
| 1972 | Herrn går på jakt Monsieur chasse! | Georges Feydeau Översättning Karl Sjunnesson | Örebroensemblen |
| 1975 | Och så kom det en gosse!           | Carl Hammarén                                | Örebroensemblen |
| 1981 | Spök                               | Björn Skifs, Bengt Palmers och Bo Carlgren   | Maximteatern    |

## Radioteater

### Roller
| År   | Roll | Produktion                                                           | Regi          |
| ---- | ---- | -------------------------------------------------------------------- | ------------- |
| 1971 |      | Pampen Lars Björkman                                                 | Lars Björkman |
| 1973 |      | Stanislaus och prinsessan (Stanislaus and the Princess) Lee Torrance | Tom Lagerborg |

## Diskografi
Album
- Trollgas Adventskalender (1975)